# Ничипорук Гринь
Ничипорук Гринь (1798 — 1 грудня 1859, Демиче, Заболотівський повіт, Коломийський округ, Королівство Галичини та Володимирії, Австрійська імперія) — селянин з села Демиче, громадський діяч, посол Австрійського парламенту (1848—1849).
В 1848 р. обраний до Австрійського парламенту від Снятинського округу. 7 березня 1849 року парламент був розпущений і парламентарі втратили повноваження. 